# فرع فكي سفلي هامشي للعصب الوجهي
 يمر الفرع الفكي السفلي الهامشي للعصب الوجهي نحو الأمام أسف العضلة الجلدية للعنق والعضلة الخافضة لزاوية الفم ليغذي عضلات الشفة السفلية والذقن، ثم يتواصل مع الفرع الذقني للعصب السنخي السفلي .

## العضلات التي يغذيها
يُغذي الفرع الفكي السفلي الهامشي للعصب الوجهي العضلات التالية: 
- العضلة الخافضة للشفة السفلية: وتحرك الشفة السفلية للأسفل ونحو الخارج، وتنشأ هذه العضلة من الجزء الأمامي لخط الفلك السفلي المائل، وتنتهي عند منتصف الشفة السفلية، وتمتزج بعضلات من الجانب الآخر.
- العضلة الخافضة لزاوية الفم: وتحرك زاوية الفم للأسفل ونحو الخارج. وتنشأ من الخط المائل للفك السفلي تحت الناب، وتنتهي عند جلد زاوية الفم.
- العضلة الذقنية: وتحرك الشفة السفلية للأمام والأعلى، وتنشأ من الفك السفلي أسفل الأسنان القاطعة، وتنتهي عند جلد الذقن.

## الأهمية السريرية
يصاب الفرع الفكي السفلي الهامشي للعصب الوجهي أحيانا أثناء الجراحات التي تتضمن منطقة الرقبة، وخاصة أثناء استئصال الغدة اللعابية تحت الفك السفلي أو أثناء تشريح الرقبة بسبب نقص المعرفة الدقيقة بشأن تنوع المسار والفروع والتراكيب المجاورة، ويمكن أن تؤدي إصابة هذا العصب أثناء العملية الجراحية إلى تشويه تعبير الابتسامة بالإضافة إلى تعابير الوجه الأخرى، وقد لُوحظ وجود الفرع الفكي السفلي الهامشي للعصب الوجهي بشكل سطحي فوق شريان الوجه ووريد الوجه (الأمامي)، وبالتالي فيمكن استخدام هذه التراكيب كمَعلمِ هامِ في تحديد موقع هذا العصب أثناء العمليات الجراحية. 

## صور إضافية

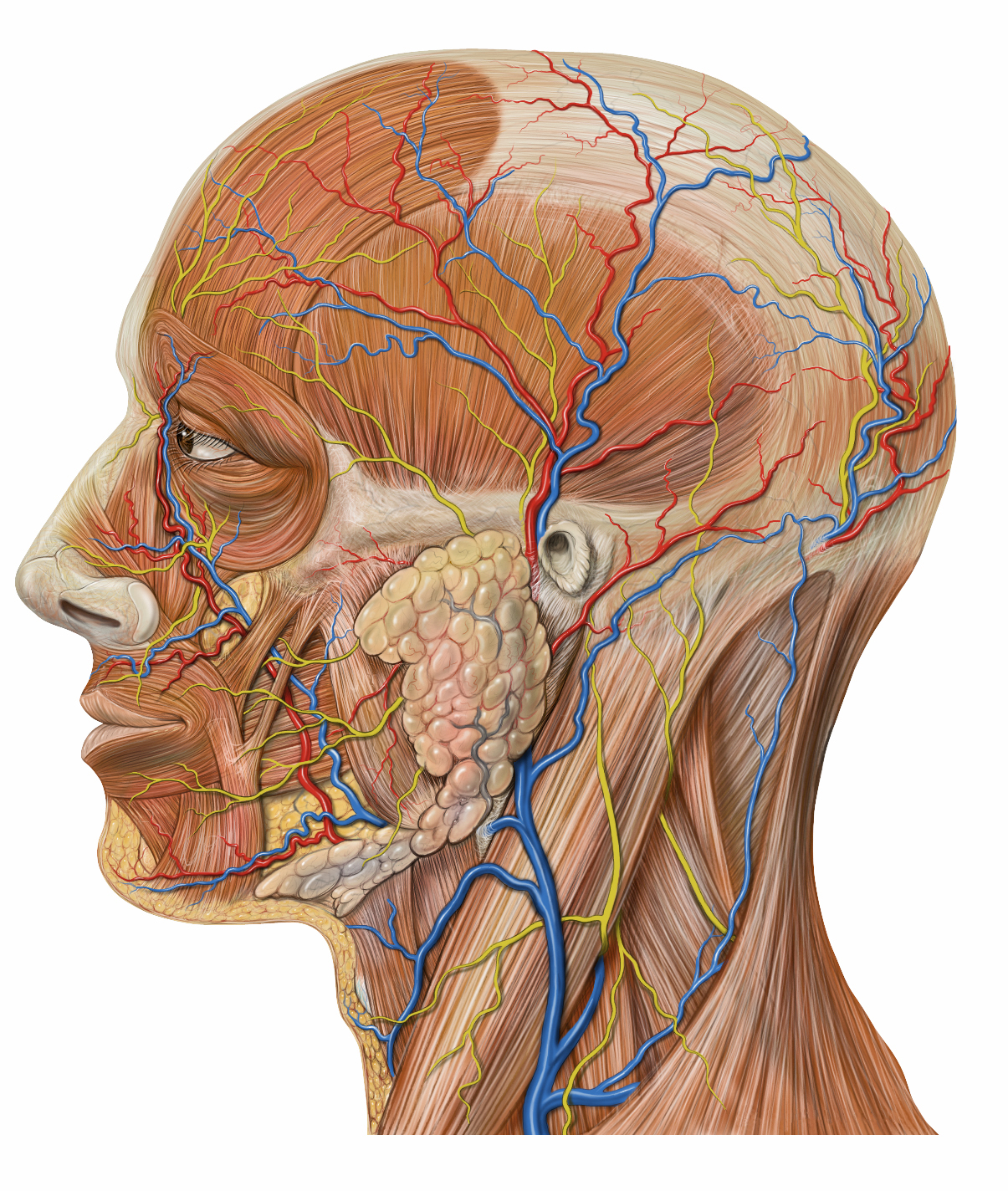
تشريح جانبي للرأس
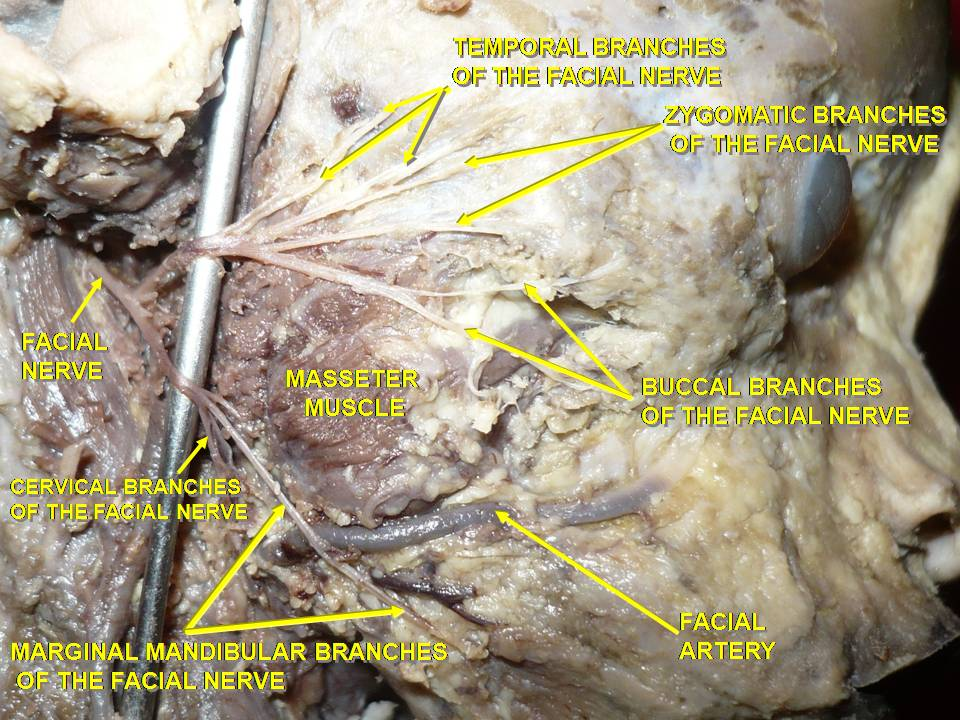
تشريح جانبي للرأس (حديثي الولادة)

## روابط خارجية
- صور تشريحية:23:06-0103 في مركز داونستيت الطبي التابع لجامعة نيويورك - "فروع العصب الوجهي (CN VII)"
- درسٌ تشريحي حول lesson4 مُعدٌ بواسطة ويسلي نورمان (جامعة جورجتاون). ( parotid3 )
- درسٌ تشريحي حول cranialnerves مُعدٌ بواسطة ويسلي نورمان (جامعة جورجتاون). ( VII )
- http://www.dartmouth.edu/~humananatomy/figures/chapter_47/47-5. نسخة محفوظة 26 فبراير 2020 على موقع واي باك مشين. HTM نسخة محفوظة 26 فبراير 2020 على موقع واي باك مشين.